# Корзун, Василий Иванович
Васи́лий Ива́нович Ко́рзун (2 марта 1924 — 25 августа 1989) — советский актёр театра и кино, режиссёр, Заслуженный артист РСФСР (1964), участник Великой Отечественной войны с августа 1942 года, гвардии лейтенант, командир огневого взвода.

## Биография
Василий Корзун родился 2 марта 1924 года в селе Большая Ерба (ныне Боградского района Республики Хакасия) в крестьянской семье. Отец был батраком. Воспитывался вместе со старшим братом матерью. Брат впоследствии стал рабочим авиазавода в Иркутске.
Окончив среднюю школу в Абакане в 1941 году, 12 мая 1942 года был призван Хакасским ОВК в РККА. В 1943 году окончил Киевское Краснознамённое артиллерийское училище им. С. М. Кирова (ККАУ) в г. Красноярске и был направлен на фронт в звании младшего лейтенанта. Участвовал в боях, был дважды ранен 17.01.44 и 02.02.44 . Войну окончил в Эстонии. Награждён орденом Красной Звезды за боевые заслуги. Демобилизован.
В 1946 году Корзун поступил в Иркутскую театральную студию при Иркутском ТЮЗе. В 1948 году после её окончания был принят в Иркутский ТЮЗ, где играл до 1954 года. Около 20 лет служил в драматических театрах Воронежа (1954—1960, 1966—1970), Красноярска (1960—1963) и Куйбышева (1963—1966, 1970—1973).
В 1973 году Василий Корзун был приглашён в Ленинградский театр драмы имени Пушкина, где прослужил до 1978 года. Вынужден был покинуть театр из-за не заладившихся отношений с художественным руководителем Игорем Горбачёвым.
Полностью перешёл на работу в кино, где много и успешно снимался. Состоял в штате киностудии «Ленфильм». Свою лучшую роль шофёра Карпухина в фильме «Карпухин» Корзун сыграл в самом начале своей кинокарьеры. Им был создал интересный драматический образ человека, запутавшегося в сложной ситуации. В дальнейшем Василия Корзуна часто приглашали на роли всевозможных чиновников, военных и иностранцев, которых он играл с большой достоверностью и драматическим накалом. Лучшие работы: Андреев («Ижорский батальон»), Кравцов («Блокада»), Сергей Пастухов («Крик гагары»), отец Валентины («Валентина»), Татищев («Демидовы»), Марков («Челюскинцы»), Пантелеев («Грядущему веку»).
Занимался режиссурой. Во время работы в Воронеже руководил в педагогическом институте студенческим театром, где поставил спектакли «Мещане», «Гамлет», «Иркутская история», «Таня» и другие. Руководил самодеятельным театром села Русская Журавка Верхнемамонского района Воронежской области (с 1967 г.).
Кроме того, Василий Корзун занимался литературной деятельностью, был автором песен-стихов. Часть из них издана под названием «Белые кони» уже после его смерти вдовой актёра Викторией Петровной, в счастливом браке с которой было прожито 39 лет.
Умер 25 августа 1989 года в Ленинграде. Похоронен на Волковском православном кладбище.

## Признание и награды
- Орден Красной Звезды 23.05.1944
- Медаль «За отвагу» 07.05.1944
- Заслуженный артист РСФСР (1964).

## Творчество
- 1990 — «Белые кони» Сборник песен. (Самара; Ленинград).

### Роли в театре
- «Лес» — Петр
- «Детство» — Горький
- «Недоросль» — Милон
- «Отверженные» — Жан Вольжан
- «Горе от ума» — Скалозуб
- «Иркутская история» — Сергей
- «Гамлет» — Гамлет
- «Оптимистическая трагедия» — Алексей
- «Маскарад» — Арбенин
- «Отелло» — Яго
- «Дульсинея Тобосская» — Луис

#### Ленинградский театр драмы им. Пушкина
- «Иней на стогах» — Лепехин
- «На дне» — Васька Пепел
- «Похождения Чичикова» — Селифан
- «Из записок Лопатина» — редактор
- «Приглашение к жизни» — Чередилов

### Фильмография
1. 1957 — Хождение по мукам — эпизод
2. 1957 — Сёстры — эпизод
3. 1959 — Достигаев и другие — эпизод
4. 1960 — Мичман Панин — осуждённый
5. 1967 — Взорванный ад
6. 1968 — Шестое июля — эпизод
7. 1970 — Море в огне — роль
8. 1972 — Ижорский батальон — Андреев
9. 1972 — Карпухин — Карпухин
10. 1973 — Крах инженера Гарина — Роллинг
11. 1973 — Практикант — Леушин
12. 1974 — Блокада — Кравцов
13. 1974 — Ещё не вечер — Александр Иванович
14. 1975 — Что человеку надо? — директор завода
15. 1976 — Приключения Травки — дядя Сережа, водитель
16. 1976 — Два капитана — эпизод
17. 1977 — Перед экзаменом
18. 1977 — Гонки без финиша — Коньков
19. 1977 — Объяснение в любви — полковник
20. 1978 — Дом строится — зам. директора
21. 1978 — Молодость с нами — Макаров
22. 1979 — Отец и сын — Касьянов
23. 1979 — Цыган
24. 1980 — Красное поле
25. 1980 — Крик гагары — Сергей Пастухов
26. 1980 — Крутой поворот — полковник Игорь Васильевич Корнилов
27. 1980 — Последний побег — Сергей Кустов
28. 1980 — Рафферти — Уэллесон
29. 1981 — Валентина — Фёдор, отец Валентины
30. 1981 — Правда лейтенанта Климова — отец Климова
31. 1982 — Казнить не представляется возможным — жандармский полковник
32. 1982 — Людмила — эпизод
33. 1982 — Родился я в Сибири
34. 1983 — Гонки по вертикали — Лебедев Олег Николаевич, начальник МВД
35. 1983 — Вечный зов — Первый секретарь обкома
36. 1983 — Впереди океан — отчим Ирины
37. 1983 — Демидовы — Татищев
38. 1983 — Жил-был Пётр — Базов
39. 1983 — Место действия — Поливанов
40. 1983 — Уникум — Иван Митрофанович
41. 1983 — Тепло родного дома
42. 1984 — Лучшие годы — Юрин
43. 1984 — Твоё мирное небо — маршал Борисов
44. 1984 — Особое подразделение
45. 1984 — Челюскинцы — Марков
46. 1985 — Битва за Москву — Рябышев Дмитрий Иванович
47. 1985 — Встретимся в метро — эпизод
48. 1985 — Батальоны просят огня — Камео
49. 1985 — Грядущему веку — Пётр Федосьевич Пантелеев
50. 1985 — Из жизни Потапова
51. 1985 — Контрудар — эпизод
52. 1986 — Гонка века — телерепортер
53. 1989 — Мать — эпизод
54. 1989 — Оно — эпизод